# 迪尔帕克 (伊利诺伊州)
迪尔帕克（英語：Deer Park）是位於美國伊利諾伊州庫克縣和萊克縣的一個村落。

## 地理
迪尔帕克的座標為41°09′59″N 88°05′09″W / 41.16639°N 88.08583°W，而該地最高點為海拔高度262米（即860英尺）。

## 人口
根據2010年美國人口普查的數據，迪尔帕克的面積為9.65平方千米，當中陸地面積為9.39平方千米，而水域面積為0.26平方千米。當地共有人口3200人，而人口密度為每平方千米331人。